# بومبليموس
بومبليموس (بالإنجليزية: Pamplemousses)‏ هي ضاحية تقع في الشمال الغربي من جزيرة موريشيوس، وهي واحدة من أكثر المناطق كثافة بالسكان في الجزيرة. يأتي اسم الحي من الكلمة الفرنسية (Grapefruit) أي الزنباع. تبلغ مساحة المقاطعة 178.7 كيلومتراً مربعاً وكان عدد السكان يبلغ 139،966 نسمة اعتبارًا من 31 ديسمبر 2015.